# Korn Digital EP 2
Korn Digital EP #2 — міні-альбом американського ню-метал гурту Korn. Реліз став приступним для завантаження преміум-користувачам офіційного сайту Korn.com 26 липня 2010 р. Міні-альбом містить 2 треки: демо-версію «Holding All These Lies» Джонатана Девіса, концертну версію «System» із саундтреку «Королева проклятих», записану у Фарґо, штат Північна Дакота 18 травня 2010, та ексклюзивне студійне відео «People Pleaser», що не потрапило до делюкс-видання Korn III - Remember Who You Are. Режисер: Себастієн Пакет.

## Список пісень
| #  | Назва                                                  | Автор | Тривалість |
| -- | ------------------------------------------------------ | ----- | ---------- |
| 1. | «Holding All These Lies» (Jonathan Davis demo)         | Девіс | 3:00       |
| 2. | «System» (live, recorded in Fargo, ND on May 18, 2010) | Девіс | 4:41       |
| 3. | «People Pleaser» (exclusive in-studio music video)     | Korn  | 3:59       |

## Учасники
Гурт
- Джонатан Девіс — вокал
- Манкі — гітара
- Філді — бас-гітара
- Рей Луз'є — барабани

Додаткові музиканти
- Шейн Ґібсон — гітара на «System»
- Зак Бейрд — клавішні на «System»

Інші
- Росс Робінсон — продюсер
- Джим «Bud» Монті — зведення